# Faisan scintillant
Syrmaticus soemmerringii
Espèce
Statut de conservation UICN

 NT  : Quasi menacé
Le Faisan scintillant (Syrmaticus soemmerringii) ou Faisan cuivré, est une espèce d'oiseaux de la famille des Phasianidae.
Son épithète spécifique est attribué à Samuel Thomas von Sömmering (1755-1830). 

## Distribution
Japon (Hondo, Kiou-Siou, Sikok).

## Sous-espèces
- S. s. soemmerringii (Temminck, 1830) : nord et centre de Kiou-Siou.
- S. s. scintillans (Gould, 1866), faisan scintillant : nord et centre de Hondo.
- S. s. ijimae (Dresser, 1902), faisan d’Ijima : sud-est de Kiou- Siou.
- S. s. intermedius (Kuroda, 1919), faisan de Shikoku : sud-ouest de Hondo et de Sikoku.
- S. s. subrufus (Kuroda, 1919), faisan du Pacifique : sud-est et sud-ouest de Hondo, sud-ouest de Sikoku.

## Habitat
Le faisan de Soemmerring est inféodé aux forêts de cryptomérias (Cryptomeria),
de cyprès (Chamaecyparis), de pins (Pinus) et aux forêts caducifoliées de chênes
(Quercus), de hêtres (Fagus), de châtaigniers (Castanea, Castanopsis), de machilus
(Machilus) ou mixtes, en dessous de 1500 m. Le sous-bois est constitué d’arbustes
de Lespedeza et Cleyera, de buissons épineux et de fougères. Les populations du
nord sont inféodées aux forêts de conifères ou mixtes alors que celles du sud sont
davantage associées aux forêts de feuillus (Yamashina 1976).

## Alimentation
Son régime alimentaire comprend des glands, des châtaignes et des faines des
arbres des genres Quercus, Castanopsis, Castanea, Cleyera, Machilus qu’il collecte
sur la litière forestière. Il se nourrit aussi de fruits, de graines et de baies de
Lespedeza, Cleyera et de plusieurs buissons épineux, qu’il cueille directement dans
les arbres et les arbustes qu’il atteint en volant ou en sautant. De nombreuses
espèces d’insectes, des vers de terre et de petits crabes ont été rapportés comme
complément nutritionnel. Le régime des jeunes consiste surtout en nourriture
animale (Yamashina 1976).

## Comportement non social
Selon Yamashina (1976), ce faisan est plutôt sédentaire et solitaire, s’associant
rarement en groupes.

## Comportement social
Il est très probable, compte tenu du caractère des mâles, que le faisan de
Soemmerring soit polygame. Les mâles s’isolent dès le printemps, chacun gardant
un territoire, parfois une vallée entière (Yamashina 1976), qu’ils défendent avec
pugnacité contre tout intrus. Yamashina a décrit à ce sujet un comportement
typique des mâles en défense de territoire : ceux-ci se dressent sur leurs pattes,
la queue abaissée sur le sol, et battent leurs flancs avec les ailes, très rapidement,
produisant ainsi un tambourinage retentissant que les japonais nomment
« horo-uchi ».

## Parade nuptiale
La saison de reproduction commence en mars ou avril selon les conditions de
température. Plusieurs auteurs ont décrit une parade analogue à celle de marquage de territoire décrite plus haut, c’est-à-dire un battement des ailes, corps à la verticale, queue au sol, caroncules déployées, sans un cri.

## Nidification
La femelle fait son nid au sol, habituellement sous un arbre tombé. Le nid, une simple dépression, est garni de feuilles et d’herbes sèches (Yamashina 1976). L’incubation est assurée par la femelle seule qui élève, seule également, ses poussins. D’après Yamashina, la nourriture des faisandeaux consiste surtout en insectes mais aussi en pousses de jeunes graminées, en feuilles tombées et en baies.

## Statut, conservation
Birdlife (2004) considèrent ce faisan comme « bientôt menacé ». Les Japonais se glorifient de leur intime communion avec le milieu naturel. En vertu de leur conception animiste (shintoïsme, bouddhisme), l’homme fait partie intégrante de la nature et s’octroie donc le droit de la façonner à sa guise. Or, cette philosophie, qui autorise la conquête des terres, s’est soldée par des effets désastreux sur la faune et la flore. Déforestation et défrichement des basses pentes pour la riziculture, assèchement des baies et des marais pour l’industrie
du tourisme, empiétement des constructions humaines sur les terres…autant de dégradations qui vont, finalement, à l’encontre de leur attachement viscéral pour la nature (Hennache & Ottaviani 2006).